# Harry Mitchell
Harold James Mitchell, detto Harry (Tiverton, 16 novembre 1895 – Twickenham, 8 febbraio 1983), è stato un pugile britannico.
Ha vinto la medaglia d'oro olimpica nel pugilato alle Olimpiadi 1924 tenutesi a Parigi, in particolare nella categoria pesi mediomassimi, battendo in finale il danese Thyge Petersen e in semifinale, con verdetto contestato, l'italiano Carlo Saraudi.